# Gwinea (moneta)

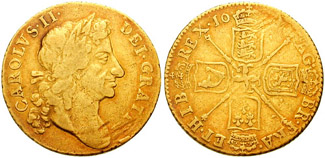
Gwinea Karola II z napisem Carolus II Dei Gratia („Karol II z Bożej łaski”), bita w latach 1672–1684, 8,23 g złota

Gwinea – dawna, pierwsza maszynowo bita złota moneta angielska (równa 21 szylingom). Nazwa wywodzi się z faktu, iż większość tych złotych monet bito ze złota z Wybrzeża Gwinejskiego w Afryce. Bicie rozpoczęto za rządów króla Karola II 6 lutego 1663 roku. Początkowo ważyła 8,47 grama złota próby 0,9166 (11/12 jak określano to wtedy w Anglii), co dawało około 7,76 grama czystego złota, jednak wzrost wartości złota sprawił, że zmniejszono wagę do 8,38 grama tej samej próby, co dawało około 7,68 grama czystego złota. Początkowo gwinea była równa 20 szylingom, w następnych latach jej kurs ulegał zmianom. Dopiero w 1717 ustalono wartość monety na 21 szylingów. Ostatnie bicie tej monety miało miejsce w 1813 roku.
Wydawano również monety o nominałach 1/2, 1/3 i 1/4 gwinei, jak również 2 i 5 gwinei.
Po rządowej reformie monetarnej w 1816 gwinea stała się zwyczajową nazwą na wartość obrachunkową 21 szylingów (1,05 funta szterlinga). W gwineach podawało się zwyczajowo ceny towarów luksusowych, usług prawniczych czy lekarzy prywatnych, służyły jako jednostka obrachunkowa wśród wyższych warstw społeczeństwa brytyjskiego (w gwineach określano np. wysokość uposażenia dla służby domowej). Po przejściu brytyjskiego systemu monetarnego na system dziesiętny gwinea jako jednostka obrachunkowa straciła na znaczeniu (zniknął m.in. szyling), ale obecnie rzadko używana rozumiana jest jako 1 funt i 5 pensów. Dla porównania wstęp na jedno z największych osiągnięć techniki czy luksusu z 1742 – kryty basen pływacki kosztował równo 1 gwineę. Jeden funt z tego roku (a więc mniej niż gwinea), to odpowiednik £221.41 w 2019 (ok. 1106,41 złotych, według średniego kursu NBP na 31 grudnia 2019).